# Бустон (Андижанская область)
Бустон (узб. Boʻston / Бўстон) — посёлок городского типа, расположенный на территории Алтынкульского района Андижанской области Республики Узбекистан.

Статус посёлка городского типа с 2009 года.